# Coelho versus Raposa
Coelho versus Raposa é um clássico mineiro de grande rivalidade entre as equipes do América (o Coelho) e do Cruzeiro (a Raposa),  equipes sediadas em Belo Horizonte, que se confrontam desde 10 de julho de 1921, em partida que teve como resultado final a vitória do América pelo placar de 2 a 0.

## História
O América, clube da elite belo horizontina, e o Cruzeiro, clube que nasceu vinculado inicialmente à colônia italiana de Minas Gerais, mas cuja torcida com o tempo se espalhou por todas as etnias e classes sociais, sempre fizeram confrontos marcados pela rivalidade e pelo bom futebol, sendo que após a construção do Mineirão, o Cruzeiro veio a crescer muito e romper as barreiras do estado, virando uma referência internacional, mas no ambiente do futebol mineiro faz com o América um dos clássicos mais tradicionais de Minas Gerais.
Após o primeiro confronto, o Cruzeiro (então Palestra Itália), só veio a ganhar do América no décimo sexto clássico entre estes rivais, em 19 de junho de 1927, quando ganhou por 4 a 1.
Este foi o confronto mais realizado no Estádio do Barro Preto, tendo sido realizado em 70 ocasiões, com 9 jogos a mais do que o confronto entre Cruzeiro e Atlético no mesmo estádio, o segundo que mais se realizou.
América e Cruzeiro fizeram a final da Copa São Paulo de Juniores de 1996, com vitória do América por 2 a 1.
As partidas mais importantes da história do clássico Coelho versus Raposa foram os dois jogos da final da Copa Sul-Minas de 2000, quando o América venceu por 1 a 0 (gol de Pintado) e por 2 a 1 no jogo final (gols de Zé Maria de pênalti para o Cruzeiro e de Zé Afonso e Álvaro para o América), sagrando-se o primeiro campeão desta competição, que reunia os maiores clubes do Estado de Minas Gerais e os maiores clubes da Região Sul do Brasil.
Foi por esta mesma competição, em 2002,  que o Cruzeiro aplicou uma de suas maiores goleadas neste clássico: 7 a 0.

## Confrontos em competições nacionais
Os dois clubes disputaram 18 partidas pelo Campeonato Brasileiro Série A, com 7 vitórias do Cruzeiro, 1 do América e 10 empates, 30 gols a favor do Cruzeiro e 17 gols a favor do América.

### Campeonato Brasileiro
Série A
| Data                   | Estádio         | Casa     | Visitante | Placar | Gols (casa)                                         | Gols (visitante)                                      |
| ---------------------- | --------------- | -------- | --------- | ------ | --------------------------------------------------- | ----------------------------------------------------- |
| 24 de outubro de 1971  | Mineirão        | Cruzeiro | América   | 0–0    |                                                     |                                                       |
| 9 de setembro de 1972  | Mineirão        | Cruzeiro | América   | 0–0    |                                                     |                                                       |
| 9 de setembro de 1973  | Mineirão        | Cruzeiro | América   | 1–0    | Lima ?'                                             |                                                       |
| 1 de dezembro de 1973  | Mineirão        | América  | Cruzeiro  | 2–2    | Dirceu 30', 78'                                     | Baiano 50', Dirceu Lopes 61'                          |
| 18 de maio de 1974     | Mineirão        | Cruzeiro | América   | 2–2    |                                                     |                                                       |
| 30 de outubro de 1977  | Mineirão        | Cruzeiro | América   | 2–2    |                                                     |                                                       |
| 2 de abril de 1978     | Mineirão        | Cruzeiro | América   | 4–1    |                                                     |                                                       |
| 3 de outubro de 1998   | Mineirão        | Cruzeiro | América   | 4–1    | Müller 39', 83', Fábio Júnior 65', Ricardinho 90+2' | Dimba 56'                                             |
| 7 de outubro de 2000   | Independência   | América  | Cruzeiro  | 1–1    | Tucho ?'                                            | Oséas ?'                                              |
| 15 de agosto de 2001   | Mineirão        | Cruzeiro | América   | 0–3    |                                                     | Tucho 17', Somália 61', Ricardo 73'                   |
| 18 de junho de 2011    | Arena do Jacaré | América  | Cruzeiro  | 1–1    | Fábio Júnior 54'                                    | Fabrício 15'                                          |
| 18 de setembro de 2011 | Arena do Jacaré | Cruzeiro | América   | 0–0    |                                                     |                                                       |
| 28 de maio de 2016     | Mineirão        | Cruzeiro | América   | 1–1    | Arrascaeta 81'                                      | Victor Rangel 29'                                     |
| 8 de setembro de 2016  | Independência   | América  | Cruzeiro  | 0–2    |                                                     | Arrascaeta 20', Ábila 69'                             |
| 19 de julho de 2018    | Mineirão        | Cruzeiro | América   | 3–1    | Arrascaeta 34', Robinho 59', Raniel 64'             | Christian 31'                                         |
| 4 de novembro de 2018  | Independência   | América  | Cruzeiro  | 1–2    | Rafael Moura 70' (pen)                              | Arrascaeta 17', Thiago Neves 49' (pen)                |
| 14 de maio de 2023     | Independência   | América  | Cruzeiro  | 0–4    |                                                     | Henrique Dourado 33', Marlon 70', Gilberto 84', 90+1' |
| 1 de outubro de 2023   | Mineirão        | Cruzeiro | América   | 1–1    | Luciano Castán 21'                                  | Martín Benítez 28'                                    |

Série B
| Data                   | Estádio       | Casa     | Visitante | Placar | Gols (casa)           | Gols (visitante)                       |
| ---------------------- | ------------- | -------- | --------- | ------ | --------------------- | -------------------------------------- |
| 29 de agosto de 2020   | Mineirão      | Cruzeiro | América   | 1–2    | Arthur Caíke 75'      | Eduardo Bauermann 25', Matheusinho 31' |
| 02 de dezembro de 2020 | Independência | América  | Cruzeiro  | 1–2    | Anderson de Jesus 61' | Rafael Sóbis 14' (pen), Manoel 48'     |

## Outras estatísticas
Referências das estatísticas apresentadas neste artigo:
Maior goleada do América: 7–1 em 24 de junho de 1923.
Maior goleada do Cruzeiro: 8–1 em 27 de setembro de 1931.
Clássicos com mais gols: América 6–4 em 4 de setembro de 1927 e Cruzeiro 6 a 4 em 5 de agosto de 1928.
Maior tabu do América: 15J (11V e 4E de 10/07/1921 a 13/05/1927).
Maior tabu do Cruzeiro: 15J (9V e 6E de 14/03/1973 a 18/02/1976).
Vitórias seguidas do América: 7V (21/03/21 a 19/03/2023).
Vitórias seguidas do Cruzeiro: 7V (06/10/1974 a 18/02/1976).
Maior artilheiro do América: Satyro, 13 gols.
Maior artilheiro do Cruzeiro: Niginho, 48 gols.

## Maiores públicos
Públicos pagantes.
1. Cruzeiro 2–0 América, 62.589, 20 de dezembro de 1992.
2. Cruzeiro 1–0 América, 54.733, 27 de abril de 1969.
3. Cruzeiro 3–2 América, 49.134, 13 de dezembro de 1992.
4. América 2–2 Cruzeiro, 48.991, 18 de agosto de 1968.
5. Cruzeiro 1–0 América, 47.499, 4 de fevereiro de 2018 (50.794 presentes).[8]
6. Cruzeiro 1–0 América, 46.600, 5 de setembro de 1979.
7. América 0–0 Cruzeiro, 46.526, 12 de novembro de 1967.
8. Cruzeiro 2–1 América, 46.049, 3 de dezembro de 1978.
9. Cruzeiro 3–2 América, 44.116, 23 de janeiro de 1966.
10. América 2–1 Cruzeiro, 42.024, 3 de setembro de 1967.
11. América 1–1 Cruzeiro, 40.457, 18 de abril de 1971 (45.212 presentes).
12. Cruzeiro 2–1 América, 39.678, 23 de setembro de 1984.
13. América 1–1 Cruzeiro, 38.673, 9 de junho de 1971 (43.583 presentes).

## Decisões
I - América e Cruzeiro se enfrentaram em três finais (disputadas por duas equipes). O América venceu a decisão do Campeonato da Cidade de 1922 e da Copa Sul-Minas de 2000, enquanto o Cruzeiro foi campeão mineiro em 1992.
Campeonato da Cidade de 1922
05/11/1922 – América 2–1 (? / Saint Clair 2)
Campeonato Mineiro de 1992
13/12/1992 – Cruzeiro 3–2 (Renato Gaúcho 3 / Flávio, Luiz Cláudio)
20/12/1992 – Cruzeiro 2–0 (Renato Gaúcho, Roberto Gaúcho)
Copa Sul-Minas de 2000 (final)
26/02/2000 – América 1–0 (Pintado)
01/03/2000 – América 2–1 (Zé Maria / Zé Afonso e Álvaro)
II - Cruzeiro e América também se enfrentaram em 15 fases finais (disputadas por mais de duas equipes). O Cruzeiro foi campeão em sete delas e o América em apenas uma.
Campeonato Mineiro de 1972 (quadrangular)
16/08/1972 – Cruzeiro 2–0 (Dirceu Lopes, Roberto Batata)
30/08/1972 – América 1–0 (Lima)
O Cruzeiro terminou as finais empatado com o Atlético e na partida extra em 07/09, o Cruzeiro venceu por 2 a 1. Cruzeiro campeão / América 3º lugar
Campeonato Mineiro de 1973 (quadrangular)
01/08/1973 – Cruzeiro 2–0 (Roberto Batata, Zé Carlos)
15/08/1973 – Empate 1–1 (Nelinho / Rangel)
Cruzeiro campeão / América vice
Campeonato Mineiro de 1974 (octogonal)
03/11/1974 – Cruzeiro 3–0 (Dirceu Lopes, Nelinho, Lúcio-contra)
01/12/1974 – Cruzeiro 3–0 (Palhinha 2, Roberto Batata)
Cruzeiro campeão / América 5º lugar
Campeonato Mineiro de 1975 (quadrangular)
04/02/1976 – Cruzeiro 2–1 (Nelinho, Palhinha / Aguilar)
18/02/1976 – Cruzeiro 2–1 (Palhinha, Roberto Batata / Marcão)
Cruzeiro campeão / América 4º lugar
Campeonato Mineiro de 1978 (quadrangular)
11/02/1979 – Cruzeiro 5–0 (Joãozinho 3, Mariano, Mauro)
11/03/1979 – América 2–1 (Joãozinho / Vagner 2)
Cruzeiro 2º lugar / América 3º lugar
Campeonato Mineiro de 1979 (hexagonal)
19/08/1979 – Cruzeiro 2–0 (Nélio, Toninho)
06/09/1979 – Cruzeiro 1–0 (Nelinho)
Cruzeiro 2º lugar / América 4º lugar
Campeonato Mineiro de 1981 (hexagonal)
25/10/1981 – Cruzeiro 2–0 (Edmar, Jair)
15/11/1981 – Empate 3–3 (Abel, Carlinhos, Macedo / Aquiles, Mateus, Wagner)
Cruzeiro 2º lugar / América 3º lugar
Campeonato Mineiro de 1982 (octogonal)
24/10/1982 – Cruzeiro 2–1 (Sávio, Tostão / Cláudio Barbosa)
28/11/1982 – América 3–1 (Eudes / Adilson, Luiz Alberto, Paulinho)
Cruzeiro 2º lugar / América 3º lugar
Campeonato Mineiro de 1983 (octogonal)
30/10/1983 – Empate 0–0
27/11/1983 – Empate 0–0
Cruzeiro 2º lugar / América 3º lugar
Campeonato Mineiro de 1989 (Octogonal)
15/07/1989 – Cruzeiro 1–0 (Hamilton)
25/06/1989 – Cruzeiro 3–2 (Ademir, Gilson Jader, Silva / Arilson, Paulo César)
Cruzeiro 2º lugar / América 3º lugar
Campeonato Mineiro de 1991 (hexagonal)
03/11/1991 – América 1–0 (Palhinha)
01/12/1991 – Empate 0–0
Cruzeiro 3º lugar / América 4º lugar
Campeonato Mineiro de 1993 (quadrangular)
10/06/1993 – Empate 0–0
16/06/1993 – Empate 0–0
América campeão / Cruzeiro 3º lugar
Campeonato Mineiro de 1996 (hexagonal)
25/06/1996 – América 2–1 (Marcelo Ramos / Alex Mineiro, Celso)
21/07/1996 – Cruzeiro 1–0 América (Ailton)
Cruzeiro campeão / América 5º lugar
Copa dos Campeões Mineiros em 1999 (quadrangular)
14/03/1999 – América 4–3 (Paulo Isidoro 2 e Valdo / Gilberto Silva, Irênio 2 e Henrique)
21/03/1999 – Cruzeiro 2–0 (Alex Alves e Evanílson)
Cruzeiro campeão
Supercampeonato Mineiro em 2002 (pentagonal)
19/05/2002 – América 1–0 (Tucho)
Cruzeiro campeão